# Aleksander Ritterman
Aleksander Ritterman (ur. 20 marca 1868 w Krakowie, zm. ok. 1942 w Warszawie) – polski hotelarz.

## Życiorys
Był synem kamienicznika Salomona (ur. 1844) i Heleny (1944–1914), bratem Leona i Joachima. Wychował się na krakowskim Kazimierzu. W roku 1910 zakupił kamienicę przy ul. św. Jana nr 32, w miejscu której w latach 1911–1912 wybudował luksusowy hotel znany jako Francuski, a w 1917 został właścicielem hotelu Polonia.
W środowisku hotelarzy uchodził za autorytet. Od roku 1928 należał do zarządu Naczelnej Organizacji Polskiego Przemysłu Hotelowego oraz był prezesem Gremjum Właścicieli Hoteli i Pensjonatów z siedzibą w Hotelu Francuskim. Był także inicjatorem i założycielem Szkoły Hotelarskiej w Krakowie, którą otworzono 3 listopada 1932 oraz wiceprezesem Towarzystwa Szkoły Hotelarskiej.
W czasie II wojny światowej trafił do getta warszawskiego, gdzie na przełomie 1941/1942 zmarł z głodu.

## Ordery i odznaczenia
- Złoty Krzyż Zasługi (11 listopada 1937)[4]